# Agrarökonomie
Die Agrarökonomie ist ein Spezialgebiet der Wirtschaftswissenschaften. Sie beschäftigt sich mit den wirtschaftlichen Zusammenhängen und Gesetzmäßigkeiten des Wirtschaftssektors Agrarwirtschaft. 

## Begriff
Im wissenschaftlichen Sinne wird die Forschung an ökonomischen Zusammenhängen üblicherweise als Ökonomik bezeichnet, während die Ökonomie den Forschungsgegenstand beschreibt. An landwirtschaftlichen Fakultäten hat die eher umgangssprachliche Bezeichnung der Disziplin als "Agrarökonomie" eine weite Verbreitung.

## Gliederung
Die Agrarökonomie gliedert sich im Allgemeinen in
- landwirtschaftliche Betriebslehre,
- Landwirtschaftliche Marktlehre
- Agrarmarketing
- Agrarpolitik
- Agrarsoziologie
- Umweltökonomik
- Rurale Entwicklung

## Studium
Es ist an einigen Universitäten möglich, Agrarökonomie mit dem Abschluss Master of Science in Agrarwissenschaften mit dem Major Agrar- und Ressourcenökonomie zu studieren. Der Studiengang kombiniert Elemente der Betriebswirtschaft und der Volkswirtschaft mit Bereichen der Agrarwissenschaft.
Ein Studium der Agrarwissenschaften ist in Deutschland an folgenden Universitäten mit unterschiedlichen Schwerpunkten und ökonomischen Anteilen möglich:
- Humboldt-Universität Berlin
- Rheinische Friedrich-Wilhelms-Universität Bonn
- Justus-Liebig-Universität Gießen
- Georg-August-Universität Göttingen
- Martin-Luther-Universität Halle-Wittenberg
- Universität Hohenheim
- Universität Kassel, Witzenhausen
- Christian-Albrechts-Universität Kiel
- TU München
- Universität Rostock

Daneben bieten auch Hochschulen/Fachhochschulen agrarwissenschaftliche Studiengänge mit Master-Abschluss an:
- Hochschule Anhalt, Bernburg
- Technische Hochschule Bingen
- HTW Dresden
- Hochschule für nachhaltige Entwicklung Eberswalde
- Fachhochschule Kiel
- Hochschule Neubrandenburg
- Hochschule für Wirtschaft und Umwelt Nürtingen-Geislingen
- Hochschule Osnabrück
- Fachhochschule Südwestfalen, Soest
- Hochschule Weihenstephan-Triesdorf
- Hochschule Geisenheim